# Communist Party of Ireland (Marxist–Leninist)
Die Communist Party of Ireland (Marxist–Leninist) (irisch: Páirtí Cumannach na hÉireann (Marxach-Leiníneach), deutsch: Kommunistische Partei Irlands (marxistisch-leninistisch), CPI (ML)) war eine kommunistische politische Partei mit Sitz in Irland, sie hatte enge Verbindungen zur Partei der Arbeit Albaniens, zur Communist Party of Canada (Marxist–Leninist) und zur Revolutionary Communist Party of Britain (Marxist–Leninist).

## Geschichte

### Hintergrund
Die CPI (ML) entstammt den „Internationalists in Ireland“, einer Gruppe, die am 9. Dezember 1965 von Hardial Bains gegründet wurde, während er als Mikrobiologe am Trinity College in Dublin arbeitete. Seine Bemühungen mündeten in der Konferenz „Necessity for Change“, auf der Delegierte aus Kanada, Indien, Irland und Großbritannien sich verpflichteten, marxistisch-leninistische Parteien in ihren Ländern aufzubauen. Sie lehnten die Politik des sowjetischen Parteiführers Nikita Chruschtschows und dessen Entstalinisierung ab, die sie als revisionistisch ansahen und nahmen für sich in Anspruch einem marxistisch-leninistischen Kurs zu folgen. 1968 wurden die Internationalisten öffentlich bekannt, als sie einen Protest gegen den Besuch von König Baudouin von Belgien am Trinity College organisierten. 1969 benannten sie sich in Irish Communist Movement (Marxist-Leninist) um. Am 4. Juli 1970 gründeten sie sich als CPI (ML) neu, wobei Michael Hehir als „führender nationaler Sprecher“ bezeichnet wurde. Die ICM wandte sich gegen die Invasion des Warschauer Paktes in der Tschechoslowakei.
Die CPI nahm an den Parlamentswahlen im Vereinigten Königreich 1974 teil, sie stellte Kandidaten in drei Wahlkreisen in Nordirland. Insgesamt erhielten sie 540 Stimmen, zwischen 0,2 % und 0,5 % in jedem Wahlkreis. Das CPI-Mitglied David Vipond trat bei der Nachwahl in Monaghan 1973 an und erhielt 157 Erststimmen. Vipond stellte sich später zusammen mit anderen Mitgliedern zur Wahl in Dublin.
Die CPI (ML) betrieb eine Buchhandlung in Dublin mit dem namens Progressive Books and Periodicals. Für kurze Zeit im Jahr 1970 hatte die CPI (ML) Buchhandlungen in Limerick und Cork. In den frühen 1970er Jahren war Carole Reakes Generalsekretärin der Gruppe.

### Annäherung an Albanien
Die CPI (ML) verfolgte ursprünglich den Maoismus – vor allem in der Zeit 1970–71, in der ganze Ausgaben ihrer Parteizeitung Red Patriot dem Vorsitzenden der Kommunistischen Partei Chinas, Mao Zedong gewidmet waren, aber sie lehnten Mao Zedong nach der sino-albanischen Spaltung von 1978 ab, woraufhin sie sich dem albanischen kommunistischen Führer Enver Hoxha zuwandten. Der CPI organisierte ab Juni 1979 mehrere Delegationen nach Albanien (als die Delegation mit Ramiz Alia zusammentraf). Die CPI-Delegationen wurden dort in den 80er Jahren fortgesetzt. Der CPI unterstützte auch die kommunistischen Bewegungen Vietnams und Kambodschas.

### „The Troubles“
Die CPI (ML) übte scharfe Kritik an anderen irischen linken Parteien, darunter die Workers’ Party of Ireland, die Irish Labour Party und die Communist Party of Ireland, die die CPI beschuldigte, „revisionistisch“ zu sein und die Kampagne der IRA im Norden nicht zu unterstützen. Sie waren besonders feindselig gegenüber Brendan Clifford und seiner British and Irish Communist Organisation, deren Unterstützung für die Teilung Irlands und die britische Armee in Nordirland die CPI als vollständigen Verrat am Maoismus betrachtete.
Der CPI unterstützte den bewaffneten Kampf für die Wiedervereinigung Irlands und initiierte das Spirit of Freedom Committee, um mit irischen Republikanern zusammenzuarbeiten. Andere von der Partei gegründete Gruppen waren die Workers and Unemployed Movement und die Communist Youth Union of Ireland (Marxist-Leninist).
In den frühen 1980er Jahren war der CPI eine wichtige Kraft in der Studentengewerkschaftsbewegung, wobei Brendan Doris Präsident der Union of Students in Ireland (USI) wurde, während die Mitglieder Tommy Graham und Brian Stone in den folgenden Jahren Präsidenten der Studentengewerkschaft des College of Technology (Bolton Street) wurden. Tommy Graham ist der aktuelle Herausgeber von History Ireland.

### 1992 bis zur Auflösung
Mit dem Zusammenbruch des Sozialismus in Albanien öffnete die CPI die Beziehungen zur Partei der Arbeit Koreas und unterzeichnete 1992 die Erklärung von Pjöngjang. Generalsekretär Rod Eley besuchte Nordkorea 1999. 2003 wurde der CPI nach einer langen Phase der Passivität aufgelöst. Nach der Auflösung war Rod Eley Generalsekretär des CPI (ML). Nach der Auflösung der Gruppe kandidierte Brendan Doris bei der Nachwahl 2011 in Dublin West für An Chomhdh'il Phobail/The People es Convention (CPPC), und erreichte 95 Erststimmen.